# 陣屋町 (室蘭市)
陣屋町（じんやまち）は北海道室蘭市の地名。陣屋町一丁目から五丁目の町がある。住居表示実施済み。郵便番号は050-0067。かつて同名の字が存在した。

## 地理
室蘭市の西部に位置し、西から北に崎守町、東に幌萌町と接し、南に室蘭港と面する。

### 河川
- 準用河川 ポロペケレオタ川

### 海洋
- 室蘭港

## 地域の特徴
室蘭市の都市計画マスタープランでは蘭北地域に属する。
大部分は鷲別岳の裾野に広がる丘陵地であり、谷あいに住宅地があり、その中心をポロペケレオタ川が南西流する。南部をJR北海道 室蘭本線が横断し、その南側を国道37号が走る。国道37号より南側は埋め立て地であり、ENEOSの石油タンクが立ち並ぶ。また南の対岸、祝津町とを結ぶ白鳥大橋（白鳥新道）の陣屋ランプがあり、北海道道127号室蘭インター線に接続する。北海道道127号室蘭インター線は町域の丘陵地帯を北東に走り抜け道央自動車道の室蘭ICに接続する。

二丁目に室蘭市民俗資料館 とんてん館，稲荷大明神，東蝦夷地南部藩陣屋跡モロラン陣屋跡、三丁目に室蘭市消防署 蘭北支所，陣屋町会館、白鳥新道 陣屋ランプがある。

## 歴史
1934年（昭和9年）東蝦夷地南部藩陣屋跡モロラン陣屋跡が国指定史跡となり、1954年（昭和29年）石碑を建立、1968年（昭和43年）から5年がかりで土塁と堀の修復や屋敷跡の平面復元が行われた。三丁目には1948年（昭和23年）開校の室蘭市立陣屋小学校があったが、2018年（平成30年）に室蘭市立本室蘭小学校、室蘭市立白鳥台小学校と統合して室蘭市立白蘭小学校となり、閉校した。1953年（昭和28年）国鉄 室蘭本線 陣屋町駅開設。当初は旅客の取り扱いのある一般駅であったが、1970年に旅客営業を停止、貨物駅となった。2008年（平成20年）のダイヤ改正では貨物列車の設定も消滅、その後は廃車車両や譲渡車両の拠出などに利用されている。

### 地名の由来
盛岡（南部）藩の出張陣屋跡であったことによる。

### 沿革
- 1929年（昭和4年）10月16日 - 字名改正により輪西村（大字）の一部が陣屋町（字）となり、輪西村（大字）を廃止[5][8]。
- 1967年（昭和42年）7月1日 - 陣屋町新設[注 1]。
- 1978年（昭和53年）11月1日 - 陣屋町一丁目 - 五丁目新設[10]。

### 町名の変遷
| 実施内容          | 実施年月日                | 実施後       | 実施前 |
| ----------------- | ------------------------- | ------------ | --- |
| 字名改正          | 1929年（昭和4年）10月16日 | 陣屋町（字） | 輪西村（大字）の小字、 ベキリウタ，ペケレオタ，ホロモイ，ベキリウタ奥，ポロベキリウタ，ポンベキリウタ，沢奥 |
| 町名新設          | 1967年（昭和42年）7月1日  | 陣屋町       | 陣屋町（字）                                                                                                |
| 町名新設 住居表示 | 1967年（昭和42年）7月1日  | 陣屋町一丁目 | 陣屋町の一部                                                                                                |
| 町名新設 住居表示 | 1967年（昭和42年）7月1日  | 陣屋町二丁目 | 陣屋町の一部                                                                                                |
| 町名新設 住居表示 | 1967年（昭和42年）7月1日  | 陣屋町三丁目 | 陣屋町の一部                                                                                                |
| 町名新設 住居表示 | 1967年（昭和42年）7月1日  | 陣屋町四丁目 | 陣屋町の一部                                                                                                |
| 町名新設 住居表示 | 1967年（昭和42年）7月1日  | 陣屋町五丁目 | 陣屋町の一部                                                                                                |

## 世帯数と人口
2023年（令和5年）12月31日現在（室蘭市発表）の世帯数と人口は以下の通りである。
| 町           | 世帯数  | 人口  |
| ------------ | ------- | ----- |
| 陣屋町一丁目 | -世帯   | -人   |
| 陣屋町二丁目 | 97世帯  | 173人 |
| 陣屋町三丁目 | 117世帯 | 210人 |
| 陣屋町四丁目 | 117世帯 | 222人 |
| 陣屋町五丁目 | 24世帯  | 46人  |
| 計           | 355世帯 | 651人 |

### 人口の変遷
国勢調査による人口の推移。
| 1995年（平成7年）  | 917人 | [ 11 ] |  |
| 2000年（平成12年） | 944人 | [ 12 ] |  |
| 2005年（平成17年） | 863人 | [ 13 ] |  |
| 2010年（平成22年） | 776人 | [ 14 ] |  |
| 2015年（平成27年） | 721人 | [ 15 ] |  |
| 2020年（令和2年）  | 672人 | [ 16 ] |  |

### 世帯数の変遷
国勢調査による世帯数の推移。
| 1995年（平成7年）  | 324世帯 | [ 11 ] |  |
| 2000年（平成12年） | 359世帯 | [ 12 ] |  |
| 2005年（平成17年） | 349世帯 | [ 13 ] |  |
| 2010年（平成22年） | 337世帯 | [ 14 ] |  |
| 2015年（平成27年） | 333世帯 | [ 15 ] |  |
| 2020年（令和2年）  | 316世帯 | [ 16 ] |  |

## 学区
市立小・中学校に通う場合、学区は以下の通りとなる。
| 町           | 街区 | 小学校             | 中学校               |
| ------------ | ---- | ------------------ | -------------------- |
| 陣屋町一丁目 | 全域 | 室蘭市立白蘭小学校 | 室蘭市立本室蘭中学校 |
| 陣屋町二丁目 | 全域 | 室蘭市立白蘭小学校 | 室蘭市立本室蘭中学校 |
| 陣屋町三丁目 | 全域 | 室蘭市立白蘭小学校 | 室蘭市立本室蘭中学校 |
| 陣屋町四丁目 | 全域 | 室蘭市立白蘭小学校 | 室蘭市立本室蘭中学校 |
| 陣屋町五丁目 | 全域 | 室蘭市立白蘭小学校 | 室蘭市立本室蘭中学校 |

## 交通

### 鉄道
- JR北海道室蘭本線陣屋町駅（貨物駅）

### バス
道南バスが路線バスを運行する。

### 道路
- 国道37号
- 白鳥大橋（白鳥新道）
  - 陣屋ランプ
- 北海道道127号室蘭インター線

## 施設

### 役所・公的機関
- 室蘭市消防署 蘭北支所

### 公共施設
- 陣屋町会館

### 文化施設
- 室蘭市民俗資料館 とんてん館

### 寺社
- 稲荷大明神

### 公園
- 陣屋1号公園

## 史跡
- 東蝦夷地南部藩陣屋跡モロラン陣屋跡